# Ronny Kreher
Ronny Kreher (* 24. Januar 1980) ist ein deutscher Fußballspieler, der im November 2008 einen Kurzeinsatz in der 3. Fußball-Liga hatte.

## Karriere
Kreher war in der Jugend beim FV Dresden 08 aktiv, wo er auch als Erwachsener spielte. 2007 wechselte er als 27-Jähriger zu Dynamo Dresden. Als 28-Jähriger wurde er am 23. November 2008 im Spiel der ersten Mannschaft von Dynamo Dresden in der 3. Liga gegen die SpVgg Unterhaching in der 80. Minute für Ronny Nikol eingewechselt. 2009 stand er vor einem Sprung in die erste Mannschaft, gab aber auch aufgrund seines damals schon verhältnismäßig hohen Alters seinem Hauptberuf als Bierbrauer den Vorzug. Kreher war einige Jahre Mannschaftskapitän der zweiten Mannschaft von Dynamo Dresden, der er von 2007 bis 2012 angehörte. Von 2012 bis 2013 war er beim Radebeuler BC 08. Von 2013 bis 2019 stand er beim Bezirksligisten und Sachsenligisten Vfl Pirna-Copitz unter Vertrag. Von 2020 bis 2023 spielte er in der Altherren-Fußballmannschaft des SC Borea Dresden. Seit 2023 ist Kreher beim LSV Neustadt/Spree in der Kreisliga Niederlausitz aktiv.